# Ich schweige für dich
Ich schweige für dich (im Original: The Stranger) ist eine 2020 veröffentlichte britische Miniserie von Madonna Baptiste, die auf dem gleichnamigen Kriminalroman von Harlan Coben basiert.

## Handlung
Eine mysteriöse fremde Frau in den Mittzwanzigern mit Baseballkappe („the stranger“) erzählt Adam Price, dass seine Frau ihre Schwangerschaft nur vorgetäuscht hat. Damit zerbröckelt das perfekte Leben von Adam. Als er seine Frau damit konfrontiert, verschwindet sie spurlos. Adam beginnt zu ermitteln. Die mysteriöse fremde Frau enthüllt weitere Geheimnisse, in der Folge kommt es zu einem Mord. Detective Johanna Griffin und Detective Wesley Ross nehmen die Ermittlungen auf.

## Besetzung und Synchronisation
Die deutschsprachige Synchronisation entstand nach einem Dialogbuch von Marina Lemme unter der Dialogregie von Detlef Klein im Auftrag der TV+Synchron Berlin.

### Hauptfiguren
| Rolle             | Darsteller        | Beschreibung | Erscheinen Folge | Synchronsprecher  |
| ----------------- | ----------------- | --- | ---------------- | ----------------- |
| Adam Price        | Richard Armitage  | Protagonist der Serie, Mann von Corinne Price und Vater von Thomas und Ryan. Adam ist die erste Person in der Serie, die von der mysteriösen fremden Frau angesprochen wird. | 1–8              | Torben Liebrecht  |
| Johanna Griffin   | Siobhan Finneran  | Detective, die im Fall des enthaupteten Alpakas sowie im Mordfall von Heidi Doyle ermittelt. | 1–8              | Andrea Aust       |
| Heidi Doyle       | Jennifer Saunders | Heidi besitzt ein Café und ist die Mutter von Kimberley Doyle sowie die beste Freundin von Johanna Griffin. | 1–8              | Heike Schroetter  |
| Doug Tripp        | Shaun Dooley      | Freund von Adam und Nachbar der Prices. | 1–8              | Bernd Vollbrecht  |
| Patrick Katz      | Paul Kaye         | Patrick ist ein Polizeibeamter, der das Verschwinden von Corinne untersucht und die Spur der mysteriösen fremden Frau verfolgt. | 1–8              | Marcus Off        |
| Corinne Price     | Dervla Kirwan     | Corinne ist die Ehefrau von Adam Price und hat diesem gegenüber ihrem eine Schwangerschaft vorgetäuscht, dies enthüllt die mysteriöse fremde Frau. | 1–8              | Antje von der Ahe |
| Wesley Ross       | Kadiff Kirwan     | Detective, der mit Johanna Griffin zusammenarbeitet. | 1–8              | Tim Knauer        |
| Thomas Price      | Jacob Dudman      | Thomas ist der ältere der beiden Söhne von Adam und Corinne Price und befreundet mit Daisy Hoy und Mike Tripp. | 1–8              | Dirk Stollberg    |
| Daisy Hoy         | Ella-Rae Smith    | Daisy ist Mitschülerin und Freundin von Thomas Price. | 1–8              | Jannika Jira      |
| Mike Tripp        | Brandon Fellows   | Mike ist ebenfalls Mitschüler und Freund von Thomas Price. | 1–8              | Tom Raczko        |
| Ryan Price        | Misha Handley     | Ryan ist der jüngste Sohn von Adam und Corinne Price und spielt Fußball. | 1–8              | Anton Riegel      |
| Christine Killane | Hannah John-Kamen | Die fremde mysteriöse Frau in den Zwanzigern („the stranger“), die immer eine Baseballkappe trägt. Sie findet Geheimnisse heraus und konfrontiert Angehörige damit. In der ersten Folge trifft sie auf Adam und sagt ihm, dass seine Frau eine Schwangerschaft nur vorgetäuscht hat. | 1–8              | Nadine Pasta      |
| Martin Killane    | Stephen Rea       | Martin ist ein Polizist im Ruhestand und unterstützt Adam bei seinen Ermittlungen. | 1–8              | Stefan Gossler    |
| Edgar Price       | Anthony Head      | Adams Vater, die Beziehung der beiden ist zerbrochen. | 1–8              | Uwe Büschken      |

### Nebenfiguren
| Rolle            | Darsteller        | Beschreibung                                                                      | Erscheinen Folge | Synchronsprecher |
| ---------------- | ----------------- | --------------------------------------------------------------------------------- | ---------------- | ---------------- |
| Ingrid Prisby    | Lily Loveless     | Ingrid ist die Komplizin und Freundin der mysteriösen fremden Frau.               | 1–6, 8           |                  |
| Dante Gunnarsson | Kai Alexander     |                                                                                   | 1–3, 5–8         |                  |
| Vicky Hoy        | Jade Harrison     | Vicky ist die Mutter von Daisy und Ella Hoy.                                      | 1–6              | Bettina Weiß     |
| Kimberley Doyle  | Callie Cooke      | Kimberley ist die Tochter von Heidi Doyle.                                        | 1–2, 4–8         | Anita Hopt       |
| Max Bonner       | Robert Ewens      | Max ist der Hausmeister an der Schule von Thomas Price, Daisy Hoy und Mike Tripp. | 1–3, 5, 7        | Kevin Kasper     |
| Phillip Griffin  | Don Gilet         | Phillip ist der Ehemann von Johanna Griffin.                                      | 4, 5, 8          | Jim Boeven       |
| Suzanne Hope     | Aretha Ayeh       |                                                                                   | 2–3              |                  |
| Parth Kuhalam    | Ace Bhatti        |                                                                                   | 1–2              | Peter Flechtner  |
| Becca Tripp      | Jemma Powell      | Becca ist die Mutter von Mike Tripp.                                              | 1–2, 7–8         |                  |
| Ella Hoy         | India Brown       | Ella ist die Schwester von Daisy Hoy.                                             | 1, 4, 6          |                  |
| Stuart Hope      | Joey Ansah        |                                                                                   | 1–3              |                  |
| Sally Prentice   | Camilla Arfwedson |                                                                                   | 4                |                  |
| Larry Powers     | Matthew Douglas   | Zwielichtiger Unternehmer, der eine App für ethisches Investieren lancieren will. | 6                |                  |

## Episodenliste
| Nr. | Deutscher Titel | Originaltitel | Regie         | Drehbuch           |
| --- | --------------- | ------------- | ------------- | ------------------ |
| 1 | Folge 1         | Episode 1     | Daniel O’Hara | Danny Brocklehurst |
| Adam Price wird beim Fußballspiel seines Sohnes Ryan von einer mysteriösen fremden Frau angesprochen, die ihm erzählt, dass seine Frau Corinne eine Schwangerschaft vorgetäuscht hat. Sein Sohn Thomas geht mit seinen Freunden Mike und Daisy in der Nacht auf eine Party. Am Morgen darauf findet man ein enthauptetes Alpaka. Die beiden Detectives Johanna Griffin und Wesley Ross nehmen die Ermittlungen auf und fahren zu einer nahe gelegenen Farm, dort sprechen sie mit der Farmerin über das tote Tier. Griffin und Ross sehen auf dem Rückweg etwas Verdächtiges im Wald und finden dort Dante, ein Mitschüler von Thomas, bewusstlos und nackt auf dem Boden liegen. Adam stellt selbst einige Nachforschungen an und konfrontiert dann seine Frau Corinne mit der vorgetäuschten Schwangerschaft. Corinne geht dem Gespräch aus dem Weg, und die beiden wollen es am Abend besprechen. Zu diesem Gespräch taucht Corinne nie auf und sendet Adam eine SMS, dass sie Zeit braucht. |                 |               |               |                    |
| 2 | Folge 2         | Episode 2     | Daniel O’Hara | Mick Ford          |
| Die beste Freundin von Detective Griffin, Heidi, wird von der mysteriösen fremden Frau angesprochen. Diese teilt ihr mit, dass ihre Tochter Kimberley als Escort arbeitet und erpresst sie mit der Drohung, dass sie diese Informationen veröffentlichen und damit Kimberleys berufliche Zukunft zerstören würde. Adam, der als Anwalt tätig ist, nimmt das Mandat für Martin Killane an, einem Polizisten im Ruhestand, der aus seinem Haus ausziehen soll, da dieses abgerissen werden soll. Im Vorstand der gegnerischen Firma sitzt Edgar, der Vater von Adam. Adam erfährt von Daisys Mutter Vicky, dass Nacktfotos von ihrer Tochter Ella an der Schule herumgereicht werden. Es stellt sich außerdem heraus, dass Mike das Alpaka unter dem Einfluss von Drogen enthauptet hat. Mike, Thomas und Daisy planen, den abgetrennten Kopf des Tieres zu entsorgen, dabei werden sie jedoch von der Polizei beobachtet. Mike wird verhaftet, Thomas und Daisy entkommen. Heidi wird später von einem Mann, der behauptet, ein Polizist zu sein, angesprochen. Sie übergibt ihm die Beweise, die sie von der Fremden bekommen hat, daraufhin wird er gewalttätig und erschießt sie. |                 |               |               |                    |
| 3 | Folge 3         | Episode 3     | Daniel O’Hara | Karla Crome        |
| Gegenüber Michaela enthüllt die Fremde, dass der Racheporno von ihrem Verlobten und nicht von ihrem Ex-Freund gepostet wurde. Adam bekommt Besuch von Ryans Fußballtrainer und dem Vater eines Mitspielers, die mit ihm über das Geld, das der Fußballmannschaft mutmaßlich von Corinne gestohlen wurde, sprechen wollen. Von Corinne gibt es indes immer noch kein Lebenszeichen. Mike wird von der Polizei befragt bezüglich des Alpakakopfs und der Party in der Nacht, in der Dante verletzt wurde. Sie durchsucht Dantes Haus, um nach Hinweisen zu suchen und findet Fotos von Daisy an der Wand. Auf seinem Computer finden die Polizeibeamten Videos, die Corinne zeigen. Daisy gesteht Thomas, dass sie diejenige war, die Mikes Marihuana als Rache für die Veröffentlichung der Nacktfotos ihrer kleinen Schwester verkauft hat. Mit Hilfe von Killane sucht Adam weiterhin nach Hinweisen auf Corinnes Aufenthaltsort. Mit einer Handy-Tracking-App können Thomas und Ryan das Handy ihrer Mutter orten. Nachdem sich Heidi nicht mehr bei Johanna meldet, findet diese Heidis Leiche. |                 |               |               |                    |
| 4 | Folge 4         | Episode 4     | Hannah Quinn  | Danny Brocklehurst |
| Die Fremde konfrontiert Edgar mit seiner Vergangenheit und offenbart, dass er ein Kind hat, von dem er nichts weiß. Sie flüchtet, nachdem Edgar dafür mehr Beweise verlangt und die mysteriöse Frau diese ihm nicht gibt. In Heidis Café beginnt die Polizei mit den Ermittlungen zu dem Mord. Um an den Ermittlungen teilzunehmen, bittet Johanna Wesley zu verheimlichen, dass sie und Heidi befreundet waren. Adam findet heraus, dass Corinne am Tag ihres Verschwindens mit Mikes Vater Doug telefoniert hat und konfrontiert ihn damit. Doug bestätigt den Anruf, in dem es um das gestohlene Geld der Fußballmannschaft ging und Corinne mehr Zeit wollte, um die Situation zu klären und ihre Unschuld zu beweisen. In der Mordermittlung werden Heidis Ehemann oder ein Einbrecher verdächtigt. Thomas und Ryan erzählen Adam, dass sie Corinnes Handy geortet haben und finden schließlich das Handy auf einer Brücke. Adam meldet Corinne als vermisst. Kimberley erzählt Johanna von der Erpressung von Heidi, ohne jedoch den Grund dafür zu nennen. Olivia, eine Mitschülerin von Mike, Daisy und Thomas, bricht bei einem Fußballspiel zusammen. Katz, der Polizeibeamte und Vater von Olivia, fährt ins Krankenhaus. Am Tatort des Mordes werden Hinweise gefunden, dass Corinne am Tatort war, daraufhin besuchen Wesley und Johanna die Prices und erfahren, dass sie verschwunden ist. |                 |               |               |                    |
| 5 | Folge 5         | Episode 5     | Hannah Quinn  | Charlotte Coben    |
| Die Fremde erpresst den Vater eines Sportlers, der Steroide genommen hat. Dieser greift sie in der Folge an, und die Fremde wird von ihrer Freundin Ingrid gerettet. Johanna spricht mit Adam und erzählt ihm, dass Corinnes Schlüsselanhänger am Tatort von Heidis Mord gefunden wurde. Adam hingegen erklärt, dass Corinnes Verschwinden von der Fremden ausgelöst wurde und von allen weiteren Opfern, die ihm bekannt sind. Thomas, Mike und Daisy treffen sich. Daisy ist davon überzeugt, dass Mike die Nacktbilder ihrer Schwester veröffentlicht hat. Mike bestreitet dies, und Daisy glaubt ihm. Daisy gibt zu, dass sie Mike in der Partynacht unter Drogen gesetzt hat. Die drei verdächtigen nun Olivia und wollen diese konfrontieren, Olivias Mutter behauptet jedoch, dass Olivia noch im Krankenhaus ist. Die Fremde und ihre Freundin erfahren online von Heidis Ermordung und beschließen, die Enthüllungen einzustellen. Phillip, der entfremdete Ehemann von Johanna, besucht diese bei der Arbeit. Katz gibt zu, die Ermittlungen zum Verschwinden von Corinne nicht weiterverfolgt zu haben. Wesley und Johanna schauen sich die Akte an und stellen fest, dass Corinne die Frau ist, die Dante gefilmt hat. Killane ruft Adam wegen Abbrucharbeiten in seiner Nachbarschaft an und sagt ihm, dass er die Freundin der Fremden, Ingrid, ausfindig gemacht hat und diese mit einem Detektivbüro in Verbindung steht. Adam und Doug fahren zur Adresse des Detiktivbüros, wo Ingrid gerade Beweise vernichtet. Später verfolgen sie sie mit dem Auto, verlieren sie aber. Thomas, Mike und Daisy werden Zeugen, wie Olivias Mutter Spritzen und Rattengift in der Mülltonne eines Nachbarn entsorgt. Edgar besucht Killane und versucht ihn erneut zu überzeugen, umzuziehen. Dann teilt er ihm mit, dass der Abriss beschlossen wurde. Adam und Killane sind beim Abriss Killanes Haus, bei der eine Leiche entdeckt wird, dabei. |                 |               |               |                    |
| 6 | Folge 6         | Episode 6     | Hannah Quinn  | Mick Ford          |
| Bei der Leiche handelt es sich um Killanes Frau. Killane gesteht den Mord an seiner Frau. Katz besucht Larry Powers, der via lokaler Kirche ein unseriöses ethisches Investieren mit einer App plant. Im Gespräch fordert Larry Katz auf, Christine Killane, die Larrys Machenschaften entdeckt hat, zum Schweigen zu bringen. Adam erzählt Johanna von Martin Killanes Geständnis. Johanna erzählt ihm, dass Corinnes Auto gefunden wurde, und gemeinsam gehen sie dorthin und entdecken einen von Corinnes Ohrringen auf dem Rücksitz. Thomas, Mike und Daisy beschließen, Olivia zu konfrontieren. Sie gibt zu, dass sie es war, nicht Mike, der die Fotos von Ellas Handy verschickt hat. Adam erzählt Johanna von Ingrid. Wesley findet das ausgeräumte Büro von Ingrid. Johanna befragt die Mitarbeiter des Cafés über Heidis letzte Tage und erfährt von Heidis Treffen mit der mysteriösen Fremden und Ingrid auf einem Parkplatz. Sie ruft auf der Dienststelle an und bittet Wesley um das Überwachungsvideo. Johanna zeigt das Video Kimberley, die gesteht, dass ihre Mutter wegen Kimberleys Arbeit als Escort erpresst wurde. Mikes Erinnerung an die Drogennacht kehren zurück. Er kann sich erinnern, dass er das Alpaka mit einer Schaufel enthauptet hat, und dass Dante mit Daisy in den Wald gegangen ist. Die Polizei stellt mit Hilfe von Kimberley eine Falle, wobei sie einen ihrer Escortkunden zum Treffpunkt in ein Restaurant einlädt. In letzter Sekunde gelingt es Katz, den herannahenden Larry zu warnen. Adam erzählt Edgar, seinem Vater, von Corinnes Verschwinden. Thomas spricht mit Olivia über ihre ständigen Krankheiten und erzählt ihr vom Rattengift. |                 |               |               |                    |
| 7 | Folge 7         | Episode 7     | Daniel O’Hara | Danny Brocklehurst |
| Thomas erzählt Katz von seinem Verdacht, dass Olivia von ihrer Mutter vergiftet wurde. Katz holt daraufhin seine Tochter Olivia von ihrer Mutter weg. Dante, der immer noch im Krankenhaus liegt, wird von Johanna befragt. Er erzählt ihr, dass Daisy und er gemeinsam nacktbaden wollten und Daisy mit seinen Kleidern verschwunden ist. Daraufhin wurde er von Max Bonner, dem Hausmeister des Sportvereins, entdeckt. Dieser hat ihn mit einer Axt verfolgt, dann verblassen seine Erinnerungen. Johanna und Wesley befragen Max. Dieser behauptet, er habe nur Brennholz gesammelt und Dante nie angreifen wollen. Dante sei einfach gestolpert und gefallen. Edgar stellt den Kontakt zwischen Peter Ince, einem Privatdetektiv, und Adam her, um bei der Suche nach Corinne zu helfen. Adam erzählt Edgar und Peter von Corinnes vorgetäuschter Schwangerschaft, seiner eigenen Affäre und der mysteriösen fremden Frau. Dies veranlasst Edgar dazu, zu erzählen, dass auch er Kontakt zu derselben Frau hatte und vermutet eine Verbindung zwischen der Fremden und Killane. Edgar, Peter und Adam durchsuchen die Besitztümer von Killane. Johanna geht zu Katz und erzählt ihr von der Vergiftung seiner Tochter. Wesley ruft Johanna an und sagt, er habe ein Videoband gefunden, auf dem Katz am Tatort ankommt. Da Johanna mit der Freisprecheinrichtung telefoniert, kann Katz mithören und greift Johanna an. Diese schließt sich daraufhin im Badezimmer ein, während Wesley und andere Polizisten zu Hilfe eilen. Katz holt eine Waffe und gesteht Johanna, Heidi ermordet zu haben. Adam findet ein Foto von Killane mit der mysteriösen fremden Frau. Die Fremde besucht Killane und nennt ihn Vater. |                 |               |               |                    |
| 8 | Folge 8         | Episode 8     | Daniel O’Hara | Danny Brocklehurst |
| Die Ex-Frau von Katz, Leila, besucht ihn zuhause, um Olivia zu finden. Katz greift Leila an, die um Hilfe schreit, und Johanna flieht zu einem Nachbarn. Katz fährt mit Leilas Auto davon. Adam ruft bei Johanna an, erreicht aber Katz und sagt, dass die mysteriöse fremde Frau als Christine Killane identifiziert wurde. Er verspricht, den Standort später an Johannas Handy zu senden, was er bei seiner Ankunft am Haus von Christine auch tut. Adam betritt das Haus, wird dann aber von Ingrid angegriffen und bewusstlos geschlagen. Er wacht an einen Tisch gekettet wieder auf. Christine erzählt, sie habe herausgefunden, dass ihr Vater ihre Mutter getötet hat. Außerdem habe sie erfahren, dass Killane nicht ihr leiblicher Vater ist, sondern Edgar Price, der eine Affäre mit ihrer Mutter hatte. Damit sind Adam und die mysteriöse fremde Frau Halbgeschwister. Katz kommt mit einer Waffe am Haus an, er wirft Ingrid zu Boden und schießt ihr in den Bauch. Adam kann sich befreien und greift Katz an, wird aber von ihm überwältigt. Als Katz auf Adam schießt, wirft sich Christine zwischen die beiden. Die Polizei trifft ein. Johanna verhaftet Katz wegen des Mordes an Heidi. Christine wird ins Krankenhaus eingeliefert, Ingrid stirbt. Christine sagt Adam, Bob, der Fußballtrainer seines Sohnes, habe sie auf Corinne angesetzt. Damit konfrontiert erklärt Bob, Corinne habe laut Doug das Geld vom Fußballverein gestohlen und es ihm habe anhängen wollen. Adam fährt zu Dougs Haus und konfrontiert ihn damit, dass er das Geld gestohlen und nach Corinnes Verschwinden die SMS geschickt hat. Adam zieht die Waffe, die Christine ihm im Krankenwagen gegeben hat. Aus Angst bietet Doug an Adam zu Corinne zu bringen. Johanna geht zur Schule von Thomas und bittet Thomas Adam mit dem Handy-Trecker zu orten. Als Doug eine Waldlichtung erreicht, gibt er zu, Corinne getötet und hier begraben zu haben, und Adam findet ihren Körper in einem flachen Grab. Adam schießt und tötet Doug, als Johanna ankommt. Die Serie endet mit einem Epilog, der sechs Monate später spielt. Johanna ist inzwischen pensioniert und wieder mit Phillip zusammen. Die beiden sind mit Edgar Zuschauer bei einem von Ryans Fußballspielen. Bob ist Trainer, Dante filmt das Spiel, Thomas und Daisy sind ein Paar, Christine ist aus dem Krankenhaus entkommen. Eine Rückblende zeigt, dass Johanna vertuscht hat, dass Adam Doug getötet hat und den Mord an Corinne erfolgreich Katz untergeschoben hat, obwohl dieser zur Tatzeit schon verhaftet war. Die letzte Szene zeigt Christine, wie sie das Fußballspiel aus der Ferne beobachtet. |                 |               |               |                    |
| Am 30. Januar 2020 wurden alle Folgen der Serie weltweit gleichzeitig bei Netflix veröffentlicht. |                 |               |               |                    |

## Produktion
Ich schweige für dich ist die zweite Produktion aus einem Exklusivvertrag zwischen Netflix und Harlan Coben, bereits 2018 wurde mit Safe die erste Serie aus diesem Vertrag veröffentlicht.
Anfang 2019 gab Netflix den Start der Produktion von Ich schweige für dich mit Richard Armitage und dem Team von Safe zu beginnen. Im März wurde die übrige Besetzung veröffentlicht.
Gedreht wurde ab März 2019 in Großbritannien, in Manchester, Bury, Bolton und Stockport.

## Rezeption
Tassi vom Forbes Magazin kritisiert, dass die Handlungsstränge am Ende nicht sauber zusammengeführt werden, sondern es sich eher als Puzzle darstellt, das zufällig am Ende passt. Insgesamt ist die Serie seiner Meinung nach sehenswert, wenn man die Erwartungen an das Ende herunterschraubt.
Die zahlreichen fähigen Darsteller werden von Wulf Bensch auf medienjournal-blog.de lobend erwähnt, aber auch er kritisiert, dass Handlungsstränge nicht zu Ende geführt werden, am Ende Fragen offen bleiben und der Plot teilweise überaus konstruiert wirkt. Er bezeichnet die Fernsehserie insgesamt als sehenswert mit „dramaturgischen Schlaglöchern“ die verkraftbar sind.
LauterFilme.de dagegen schreibt, dass es Brocklehurst gelingt, die Ereignisse nachvollziehbar darzustellen und lobt, wie geschickt Ich schweige für dich mit den Emotionen des Zuschauers spielt. Die guten Darsteller und die Mysterymomente erzeugten eine ständige Spannung, somit könne Ich schweige für dich auch anspruchsvolle Krimifans noch packen.